# 麥凱爾維山
85°21′S 87°18′W / 85.350°S 87.300°W
麥凱爾維山（英語：Mount McKelvey），是南極洲的山峰，位於埃爾斯沃思地，處於沃爾科特山以東2公里，屬於蒂爾山脈的一部分，海拔高度2,090米，由美國地質調查局測量，現時由南極條約體系管理。